# Yakuza 2
Yakuza 2 (龍が如く2, Ryū ga Gotoku 2, lit. "Como um Dragão 2") é um jogo eletrônico de ação e aventura desenvolvido e publicado pela Sega, e uma sequência de Yakuza. Foi lançado para PlayStation 2 em 7 de dezembro de 2006 no Japão e em setembro de 2008 na América do Norte e Europa. O jogo foca no ex-yakuza Kazuma Kiryu, também protagonista do primeiro jogo, que recebe um pedido de ajuda de seu antigo grupo, o clã Tojo, para manter as relações com o grupo ocidental, a Aliança Omi, estáveis. Durante a jornada de Kiryu, ele descobre sobre um grupo da máfia coreana aliada à Aliança Omi, e se torna o rival do "Dragão de Kansai" da Omi, Ryuji Goda.
Yakuza 2 inclui muitos aspectos de jogabilidade que não estavam presentes no jogo anterior. A Sega queria melhorar o motor de luta baseada em opiniões dos fãs, para uma experiência aprimorada. A história visava incluir uma história de amor profunda e adulta, algo ausente em seu predecessor. Além disso, o áudio original em japonês foi mantido nos lançamentos ocidentais do jogo, ao contrário de Yakuza, que incluía uma dublagem em inglês.
A recepção crítica de Yakuza 2 foi positiva, com críticos elogiando os visuais e sistema de batalha. Yakuza 2 foi seguido por um spin-off, Ryū ga Gotoku Kenzan!, em 2008. Uma sequência direta, Yakuza 3, foi lançada em 2009. Um remake do jogo para PlayStation 4, intitulado Yakuza Kiwami 2, foi lançado em 2017, com uma versão para Microsoft Windows do mesmo sendo lançada em 9 de maio de 2019 pela Steam.

## Enredo

### Locação

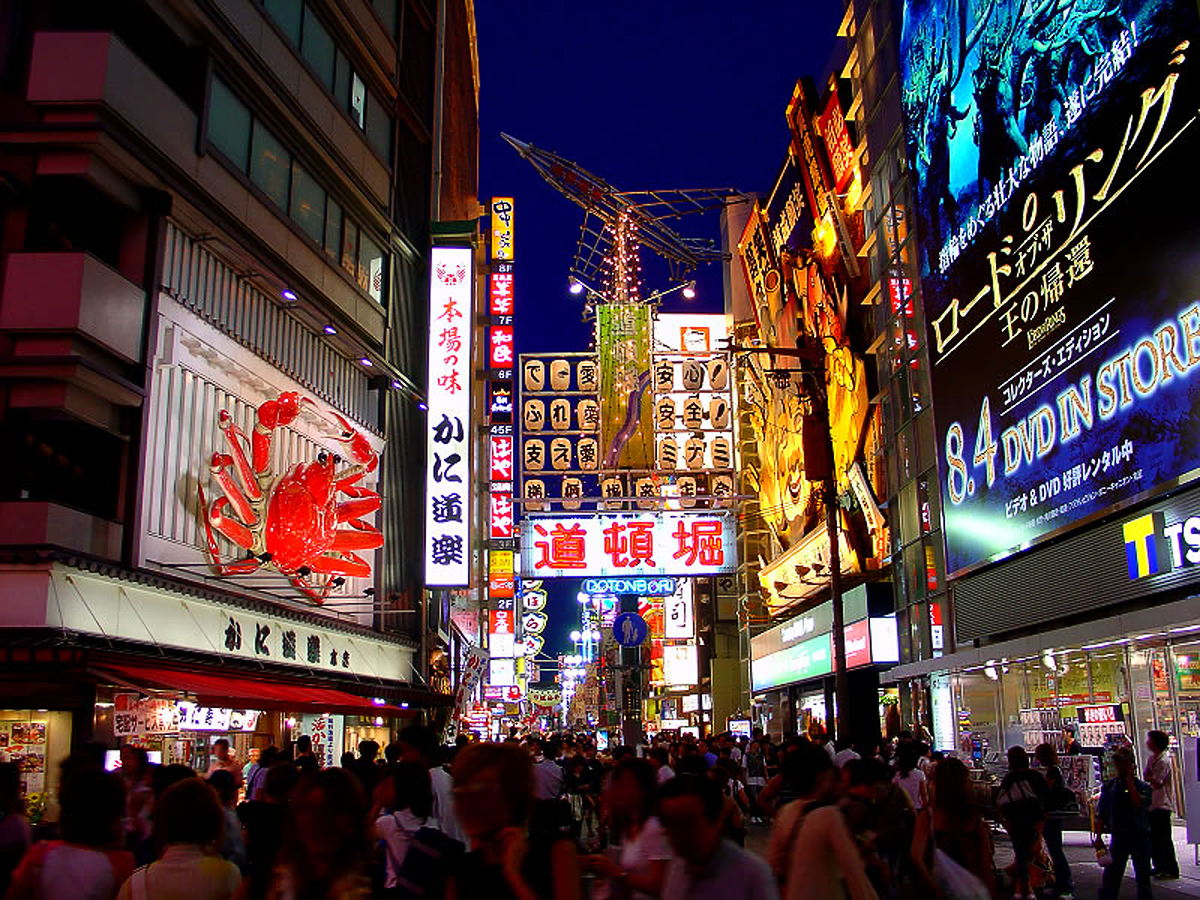
Sotenbori foi criada com base no distrito Dōtonbori, em Osaka.

Metade do jogo se passa na região de Shinjuku de Tóquio, mas especificamente em uma recriação do distrito de luz vermelha Kabukichō, renomeado Kamurocho.
A outra metade do jogo se passa em Osaka, nas áreas fictícias de Sotenbori e Shinseicho, criadas com base nos distritos de Dōtonbori e Shinsekai, respectivamente. Apesar de essas áreas terem sido recriadas como versões fictícias, muitos marcos reais foram mantidos, como a Sammy Ebisu Plaza (サミー戎プラザ) de Dōtonbori e a Torre Tsūtenkaku (通天閣) e Billiken (ビリケン) de Shinsekai.

### História
Em dezembro de 2006, Kazuma Kiryu e Haruka Sawamura estão vivendo uma vida pacífica, mas o presidente do clã Tojo, Yukio Terada, aparece e pede por sua ajuda para evitar uma guerra entre os Tojo e a Aliança Omi de Osaka. O grupo é emboscado por assassinos Omi e Terada é morto com um tiro, pedindo que Kiryu negocie a paz em seu lugar. Kiryu recruta Daigo Dojima para se tornar o novo presidente e os dois viajam para Osaka, onde Kiryu forma uma rivalidade com o presidente da Omi e filho de Jin Goda, Ryuji Goda. Ryuji recusa a ideia de uma trégua entre a Omi e os Tojo e tenta encenar um golpe, mas eles são interrompidos e presos pela polícia de Osaka, liderada pela detetive Kaoru Sayama. Sayama faz um acordo com Kiryu para ajudá-lo a parar a ameaça Omi em troca de informações dos Tojo, acreditando que eles estão conectados ao desaparecimento de seus pais quando ela era criança.
Kiryu e Sayama descobrem que os patriarcas Ryo Takashima e Toranosuke Sengoku da Aliança Omi querem matá-los, e que Daigo e Jin Goda foram sequestrados. Os dois escapam para Tóquio, onde encontram os detetives Makoto Date e Jiro Kawara investigando um bombardeio dos escritórios da família Kazama pela Máfia Jingweon, um grupo coreano que se pensava ter sido massacrado pelos Tojo em 1980. Com medo de uma invasão pela Omi e pela Jingweon, Kiryu recruta seus antigos aliados Goro Majima e o Florista de Sai para ajudar a resgatar Daigo, bem como prevenir o golpe realizado por Koji Shindo, o segundo patriarca da família Nihsikiyama. Durante o funeral de Terada, Ryuji avisa o clã Tojo de que ele derá a eles três dias de luto, e depois seus homens atacarão Kamurocho.
Kiryu e Sayama descobre que três homens da Jingweon sobreviveram ao massacre e se esconderam. Os dois encontram um sobrevivente em Osaka, que diz que a Jingweon não vai parar até que ela ou o clã Tojo sejam destruídos. O sobrevivente também revela que a esposa do chefe da Jingweon, Sueyon, e seu filho sobreviveram ao massacre graças a Kawara, mas é assassinado antes que possa revelar mais. Sengoku rapta Haruka para prender Kiryu, mas Kiryu derrota todas as forças de Sengoku. Sengoku tenta fugir, mas Ryuji o mata por quebrar sua regra de três dias.
Date descobre que o superintendente da Polícia Metropolitana de Tóquio, Wataru Kurahashi, é um sobrevivente da Jingweon e tem usado sua posição para ocultar as operações da Jingweon. Kurahashi sequestra Date e o Florista de Sai, mas Kiryu, Sayama e Kawara chegam e o derrotam. Kurahashi revela a Sayama que os pais dela são Kawara e Suyeon. Enquanto estão distraídos com isso, Kurahashi atira em Kawara, antes de levar um tiro de Sayama. Antes de morrer, Kawara admite que Suyeon foi morta pela Jingweon depois do nascimento de Sayama porque ela se recusava a fazer parte da missão de vingança da Jingweon, e ele deu ela e o outro filho de Suyeon para outras famílias para mantê-los seguros, depois implacavelmente caçando os membros da máfia. O Florista de Sai descobre que a Jingweon plantou bombas em diversos lugares de Tóquio e planeja detoná-las no aniversário do massacre, quando Ryuji planeja invadir a cidade.
Na noite da invasão, Kiryu e seus aliados desarmam as bombas e derrotam os homens de Ryuji. Ryuji desafia Kiryu a uma batalha final no topo da construção do prédio Kamurocho Hills. Ao chegar, Kiryu também encontra Jin Goda e Sayama, que tentam convencer Ryuji a não lutar depois de descobrir, a partir dos arquivos de Kurahashi, que ele é o outro filho de Sueyon. Persistente, Ryuji batalha Kiryu, acabando por perder. Terada aparece e revela que ele era o último sobrevivente e o líder da Jingweon. Ele tinha forçado o clã Tojo e a Aliança Omi a lutar entre si para enfraquecê-los, para que a Jingweon pudesse destruir os dois e preencher o vácuo de poder. Kiryu derrota os homens de Terada, mas Takashima aparece e atira em Kiryu, tendo protegido a identidade de Terada em troca de poder. Entretanto, Takashima mata Jin Goda e Terada para usurpar o poder e se tornar o líder da Jingweon e da Aliança Omi.
Terada revela uma bomba-relógio escondida antes de morrer e Takashima tenta escapar, mas é morto por Ryuji. Acreditando que nenhum dos dois conseguiria escapar a tempo por causa de seus machucados, Ryuji e Kiryu têm uma batalha final, com Kiryu sendo vitorioso. Ryuji reconhece a força de Kiryu e morre nos braços de sua meia-irmã. É revelado que a bomba era falsa, montada por Terada como uma distração para Takashima caso ele decidisse traí-lo, com o fusível da bomba nunca tendo sido ativado. Kiryu e Sayama se tornam um casal, retornando a Osaka com Haruka.

## Desenvolvimento
Yakuza 2 foi anunciado em agosto de 2006, com a Sega prometendo um sistema de batalha melhorado e mais exploração. Nagoshi comentou sobre alguns de seus objetivos com Yakuza 2, almejando criar uma história mais profunda e dramática do que a do jogo original, bem como incluir temas não explorados até então, como uma história de amor adulta. A equipe da Sega considerou opiniões dos fãs ao fazer modificações a Yakuza 2. Um dos principais objetivos do desenvolvimento de Yakuza 2 foi melhorar seu motor de luta. Contar com lutas contra vários oponentes foi uma das coisas mais importantes consideradas durante o aprimoramento do sistema de batalha. Foi consideravelmente facilitado, por exemplo, atacar inimigos que vêm ao jogador de múltiplas direções, e mudar de alvo no meio de um combo para rapidamente derrotar alguém que possa ter aproximado o protagonista dos flancos. Como resultado, o sistema de batalha foi polido e a equipe acreditou que tinha obtido sucesso. Na localização do jogo, o áudio em japonês foi mantido ao invés da produção de uma dublagem em inglês. O time também adicionou novo "Heat Moves" para tornar as batalhas mais interessantes.
O diretor de dublagem encorajou os atores a fugir dos clichês de atuação de personagens de animes. Quando as cenas que envolvem personagens trocando insultos e ameaçando um ao outro se tornam cartunescas, o sentido de tensão e suspense evapora, e a decisão de não usar um estilo exagerado de atuação foi o que adicionou o sentido dramático à série, de acordo com os compositores Hidenori Shoji e Hideki Sakamoto. Esse é o primeiro jogo na série a incluir exclusivamente a dublagem em japonês para seu lançamentos em regiões PAL e na América do Norte, como resposta às críticas da dublagem em inglês do jogo anterior.

### Trilha sonora
O conjunto de dois discos Ryū ga Gotoku & Ryū ga Gotoku 2 Original Sound Track foi publicado pela Wave Master no Japão em 25 de janeiro de 2007. A música foi composta por Hidenori Shoji, Hideki Sakamoto, Norihiko Hibino e Takahiro Izutani. Durante o desenvolvimento de Super Monkey Ball: Banana Blitz para o Wii, o administrador de som da Sega, Haruyoshi Tomita, ficou interessado na abordagem da empresa a design de som. Acontece que Sakamoto era um grande fã do jogo original Yakuza, então ele foi contratado para compor para a sequência. Shoji tinha desenvolvido faixas de guitarra para o jogo, então estava interessado em ver o que conseguiria fazer com composições de piano.
O jogo original incluiu uma versão de Amazing Grace, de John Newton, e desta vez Yakuza 2 incluiu uma versão em inglês de "Noite Feliz" ("Stille Nacht"), cantada por Eri Kawai. O cantor So Yoki canta Kamuro Setsugekka (神室雪月花) no jogo.

## Marketing
Para tornar as recriações de Kabukichō e Dōtonbori mais realistas, a Sega fez 17 acordos de tie-in com famosas empresas japonesas. Como resultado, alguns lugares no jogo, como a loja de descontos Don Quijote, os centros de jogos do Club Sega e os restaurantes Matsuya (substituindo sua versão não licenciada chamada Akagyu), são modelados a partir de seus prédios reais. O trem de alta velocidade Tōkaidō Shinkansen também foi incluído no jogo.
Para financiar a cara produção do jogo, a Sega usou estratégias de product placement e adicionou anúncios ao jogo. Isso inclui a marca de café japonesa Boss Coffee, com várias marcas de bebidas alcoólicas aparecendo nos bares e pubs do jogo, como uísque da Suntory, bourbon da Jack Daniel's e cerveja da Carlsberg.
Famosos fliperamas foram incluídos no jogo. A máquina de garra da Sega, UFO Catcher, foi incluída como um minijogo, e fliperamas de Virtua Fighter 4 podem ser vistos em centros de jogos do Club Sega, assim como no jogo anterior.

## Recepção
Yakuza 2 foi o 98º jogo mais vendido no Japão em 2008, vendendo 136.809 cópias naquele ano, tendo sido o terceiro jogo mais vendido para PlayStation 2 no seu ano de lançamento, 2006. O jogo alcançou um total de 830.000 vendas totais no Japão. Na América do Norte, foram vendidas 40 mil unidades.
A Famitsu deu ao jogo uma nota de 38 de 40, enquanto a IGN deu uma nota de 8,5 de 10, e a GameFan considerou o jogo "Very Good" ("Muito Bom"), premiando-o com o título de "Best PlayStation 2 Game" de 2008. A Eurogamer deu ao jogo uma nota 8 de 10.

## Lançamentos
A versão japonesa do jogo foi portada para PlayStation 3 e Wii U. Essa edição remasterizada do segundo jogo na série é vendida juntamente com a versão original do primeiro jogo.

### PlayStation 3
Em 1 de novembro de 2012, uma remasterização em alta definição de Yakuza e Yakuza 2 intitulada Ryū ga Gotoku 1&2 HD EDITION (龍が如く 1&2 HD EDITION, lit. "Como um Dragão 1&2 EDIÇÃO HD") foi lançada para PlayStation 3 no Japão. Essa "edição HD" inclui a remasterização dos dois jogos em um único disco Blu-ray, e mais tarde como um código de download na PlayStation Store japonesa. Em 11 de dezembro de 2014, essa "edição HD" foi relançada pela coleção The Best para PlayStation 3, dedicada aos maiores sucessos de vendas no mercado japonês. Simultaneamente com este relançamento em Blu-ray, uma versão para download de 18,1GB também foi disponibilizada para compra na PlayStation Store japonesa.

### Wii U
Em 8 de agosto de 2013, a mesma remasterização de Yakuza e Yakuza 2 previamente lançada para PlayStation 3, intitulada Ryū ga Gotoku 1&2 HD EDITION, foi lançada para Wii U no Japão. Essa edição inclui os dois jogos em um único disco ou em um arquivo para download de 19,8GB. Este relançamento para Wii U é notável por ser o primeiro porte da série Yakuza, até então exclusiva para consoles PlayStation, em uma plataforma não produzida pela Sony.

### Yakuza Kiwami 2
Um remake de Yakuza 2, intitulado Yakuza Kiwami 2, foi lançado em 7 de dezembro de 2017 no Japão para PlayStation 4, e mais tarde no resto do mundo em 28 de agosto de 2018. Este remake foi construído no motor de jogo Dragon Engine, anteriormente utilizado em Yakuza 6: The Song of Life. Assim como Yakuza Kiwami, de 2016, o remake adiciona novos elementos não vistos na versão original, incluindo uma nova campanha jogável para Goro Majima, que continua com tramas do personagem iniciadas em Yakuza 0.